# Klaus-Robert Müller
Klaus-Robert Müller (* 29. Dezember 1964 in Karlsruhe) ist ein deutscher Informatiker und Physiker, dessen Forschungsschwerpunkte Gehirn‐Computer‐Schnittstellen und Maschinelles Lernen sind.

## Werdegang
Nach dem Diplomabschluss seines Physik-Studiums an der Universität Karlsruhe 1989 promovierte er 1992 am dortigen Institut für Informatik bei Wolfram Menzel. Anschließend war Müller beim GMD-Forschungszentrum Informationstechnik in Berlin tätig und wurde nach Gastaufenthalten an der University of Illinois (1994) und an der Universität Tokio bei Shun’ichi Amari (1995) Leiter der „Intelligent data analysis Group“ am GMD Forschungsinstitut für Rechnerarchitektur und Softwaretechnik (FIRST), heute Fraunhofer-Institut für Offene Kommunikationssysteme (FOKUS).
1999 wurde Müller als Professor für Neuroinformatik an die Universität Potsdam berufen, 2004 übernahm er dort die Professur für Neuronale Netze und Zeitreihenanalyse. Seit 2006 ist er Inhaber des Lehrstuhls für Maschinelles Lernen an der Technischen Universität Berlin.
Neben weiteren Tätigkeiten als Gastwissenschaftler und Forschungsprofessor ist er seit 2014 Co-Direktor des Berlin Big Data Centers und seit 2018 Direktor des Berlin Machine Learning Centers an der TU Berlin.
Bis 2017 sind 29 ehemalige Doktoranden oder Post-Doktoranden von Klaus-Robert Müller selbst zu Vollzeit-Professoren geworden.
Seit 2020 ist er Direktor des Nationalen Kompetenzzentrums für KI-Forschung Berlin Institute for the Foundations of Learning and Data (BIFOLD), und Direktor der European Laboratory for Learning and Intelligent Systems (ELLIS) Unit Berlin.
2020/2021 verbrachte er sein Forschungssemester bei Google Brain als Principal Scientist.

## Forschungsgebiete
Müller gilt als einer der Wegbereiter des Maschinellen Lernens und forscht auf den Gebieten Gehirn‐Computer‐Schnittstelle, Neuronale Netze, künstliche Intelligenz und Big Data.

## Preise und Auszeichnungen
- 2024 Feynman Prize in Nanotechnology
- 2023 Hector Wissenschaftspreis
- 2024, 2023, 2022, 2021, 2020, 2019 Clarivate Highly Cited Researcher[8][9][10]
- 2017 Vodafone Innovations Award 2017[11]
- 2014 Berliner Wissenschaftspreis[12]
- 2014 ERC panel consolidator grants[13]
- 2006 Alcatel SEL Forschungspreis Technische Kommunikation
- 1999 Olympus-Preis für Mustererkennung[14]

## Mitgliedschaften
- seit 2021 Mitglied der Deutschen Akademie der Technikwissenschaften[15]
- seit 2017 Mitglied der Berlin-Brandenburgischen Akademie der Wissenschaften[16] und externes wissenschaftliches Mitglied der Max-Planck-Gesellschaft[17]
- seit 2012 Mitglied der Nationalen Akademie der Wissenschaften Leopoldina[18]

## Schriften
- mit Andreas Holzinger et al. (Hrsg.): xxAI – Beyond Explainable Artificial Intelligence. Springer, Cham 2022, ISBN 978-3-03104082-5, doi:10.1007/978-3-031-04083-2.
- mit Kristof T. Schütt et al. (Hrsg.): Machine Learning Meets Quantum Physics. Springer, Cham 2020, ISBN 978-3-03040244-0, doi:10.1007/978-3-030-40245-7.
- mit Wojciech Samek et al. (Hrsg.): Explainable AI: Interpreting, Explaining and Visualizing Deep Learning. Springer, Cham 2019, ISBN 978-3-03028953-9, doi:10.1007/978-3-030-28954-6.
- mit Grégoire Montavon et al. (Hrsg.): Neural Networks: Tricks of the Trade. 2. Auflage. Springer, Berlin, Heidelberg 2012, ISBN 978-3-642-35288-1, doi:10.1007/978-3-642-35289-8.